# Jean Bernard Albert
Jean Bernard Albert est un homme politique français né le 2 octobre 1739 à Bouzonville (duché de Lorraine) et mort le 15 juillet 1807 à Paris.

## Biographie
Il est le fils de Jean Etienne Albert (1719-1802), avocat à la cour souveraine de Lorraine, bailli de Bouzonville, notaire, et d'Anne Marie Flosse. 
Il se marie le 26 mai 1767 avec Marie Elisabeth Papigny (?-1829), fille de Claude Ogier, avocat au conseil souverain d'Alsace. De cette union, naissent cinq enfants.
Après des études de droit à l'université protestante de Strasbourg, il devient avocat à Colmar en 1765. En 1770, il est notaire royal au Conseil souverain d'Alsace puis secrétaire du roi en la chancellerie près du Conseil souverain d'Alsace en 1780. En 1784, il est membre de la chambre royale des consultations. 
Le 2 avril 1789, il est élu suppléant aux Etats Généraux pour le bailliage de Colmar-Schlesdadt. Le  octobre 1789, il devient secrétaire de la chambre de police à Strasbourg avant d'être appelé à siéger le 27 octobre 1790.
Il est élu député du Haut-Rhin à la Convention, le 6 septembre 1792, et siège avec les modérés, votant pour la réclusion de Louis XVI. Il n'intervient jamais à la Convention, se contentant de voter sans motiver ses choix. Il entre au Conseil des Cinq-Cents le 21 vendémiaire an IV et en sort au bout de deux ans pour entrer au tribunal de cassation en 1797.
Il est élu député de la Seine au Conseil des Anciens le 23 germinal an VI. Favorable au coup d'État du 18 Brumaire, il siège au corps législatif, comme député du Bas-Rhin, jusqu'en 1803.

## Sources
- « Jean Bernard Albert », dans Adolphe Robert et Gaston Cougny, Dictionnaire des parlementaires français, Edgar Bourloton, 1889-1891 [détail de l’édition]
- CUVILLIERS Vincent, "ALBERT, Jean Bernard", dans Michel Biard, Philippe Bourdin et Hervé Leuwers (dir.), Dictionnaire des Conventionnels (1792-1795), Ferney-Voltaire, Centre international d’étude du XVIIIe siècle, 2022, pp. 1-2.